# Band on the Run
Band on the Run es el tercer álbum de estudio de la banda de rock Wings, publicado el 7 de diciembre de 1973 por Apple Records. El álbum, el quinto de Paul McCartney después de la separación de The Beatles, se convirtió en uno de los trabajos más exitosos del músico en solitario, alcanzando el primer puesto de las listas de éxitos en Estados Unidos, Reino Unido, Australia, Nueva Zelanda, España y Noruega, tras el lanzamiento y aprovechamiento del mercado navideño, y contribuyó a revitalizar la carrera en solitario de McCartney bajo la formación de Wings, creada dos años antes para la grabación de Wild Life. 
Fue también un éxito de crítica y definido por Jon Landau, editor de la revista musical Rolling Stone como «posiblemente el mejor disco publicado por cualquiera de los cuatro músicos que una vez se llamaron The Beatles, con la posible excepción de John Lennon/Plastic Ono Band». En 2000, la revista Q situó a Band on the Run en el puesto 75 de la lista de los 100 mejores álbumes británicos de todos los tiempos. En 2003, la revista Rolling Stone situó el álbum en el puesto 418 de la lista de los 500 mejores álbumes de todos los tiempos.

## Historia
Tras la publicación y el éxito del álbum Red Rose Speedway y del sencillo «Live and Let Die», incluida en la banda sonora de la película de James Bond Vive y deja morir, McCartney contempló la grabación de su siguiente álbum. Paul y Linda McCartney comenzaron a componer nuevas canciones en su hogar de Escocia poco después de concluir su gira con Wings en 1973.
Aburridos con las posibilidades de grabación en el Reino Unido, decidieron cambiar el modus operandi de su trabajo viajando a un lugar exótico. Tras preguntar por un listado con los estudios de grabación de EMI a nivel mundial, Paul observó que había uno en Lagos, Nigeria y decidió al instante viajar a grabar a África.  
Junto a los McCartney viajó el resto de la formación de Wings: Denny Laine, Henry McCullough y Denny Seiwell. Sin embargo, pocas semanas antes del viaje, programado para agosto, McCullough abandonó el grupo, seguido la noche antes del viaje de Seiwell. Las marchas de McCullough y Seiwell dejaron Wings como un trío integrado por Paul, Linda y Denny Laine, que viajaron a Lagos junto al antiguo ingeniero de grabación de The Beatles, Geoff Emerick. 
Una vez en Lagos, el grupo descubrió una realidad en fuerte contraste con la idea que tenían preconcebida del país, dirigido por un gobierno militar y con serios problemas de corrupción y epidemias. El estudio de grabación, localizado en Wharf Road en el suburbio de Apapa, estaba en desuso y mal equipado, sin mesa de control y un único magnetófono de ocho pistas. El grupo alquiló dos casas cerca del aeropuerto en Ikeja, a una hora del estudio: Paul, Linda y sus tres hijos vivieron en una casa, mientras Denny Laine, Geoff Emerick y dos roadies compartieron la otra.
El grupo estableció al inicio una rutina, grabando durante la semana y visitando la ciudad los fines de semana. Durante el tiempo que pasaron en Lagos eran conducidos al estudio temprano por la mañana, donde permanecían en ocasiones hasta altas horas de la madrugada. Para suplir la marcha de Seiwell y McGullough, McCartney tocó la batería y la guitarra principal, con Denny Laine en la guitarra rítmica y Linda en los teclados.
Sin embargo, la estancia de McCartney en Lagos se vio envuelta en varios incidentes. A pesar de que fueron advertidos del vandalismo, Paul y Linda fueron atracados a punta de navaja durante una salida nocturna. Los asaltantes cogieron varios objetos de valor, entre ellos una bolsa con manuscritos de McCartney y cintas con demos de canciones por grabar. En otra ocasión, Paul estaba grabando la voz para un tema cuando empezó a jadear. Según relató Geoff Emerick: «En segundos, Paul quedó blanco como la nieve, explicándonos con voz ronca que no podía recuperar el aliento. Decidimos salir a que tomara el aire, pero fuera se sintió peor y se desplomó ante nuestros pies. Linda empezó a gritar como una histérica, convencida de que estaba sufriendo un ataque al corazón. El diagnóstico oficial fue que había sufrido un broncoespasmo como consecuencia de fumar demasiado».
Otro incidente tuvo lugar con el activista político y músico Fela Kuti, que acusó públicamente al grupo de estar en África para explotar y robar música africana. Kuti fue al estudio para enfrentarse a McCartney, que acabó tocando las canciones para demostrarle que no tenían ninguna influencia local. 
Más tarde, el batería y antiguo miembro de Cream, Ginger Baker, invitó al grupo a grabar su álbum en los ARC Studio de Ikeja. Aunque Paul declinó la invitación, accedió a ir un día en el que grabó «Picasso's Last Words», con Baker usando una lata como instrumento de percusión.
La grabación de Band on the Run se completó en la tercera semana de septiembre, y los McCartney organizaron una barbacoa en la playa para celebrar el final del trabajo. Volaron de regreso a Inglaterra el 23 de septiembre de 1973 donde se reunieron con seguidores y periodistas. En octubre, dos semanas después del regreso de Wings a Londres, se sobreañadieron varias pistas de orquesta en los Air Studios de George Martin, antiguo productor de The Beatles, para finiquitar el trabajo.
Previo a la publicación de Band on the Run, «Helen Wheels» salió como sencillo a finales de octubre y entró en el Top 10 a finales de año. La canción fue incluida en la edición americana del álbum, publicada por Capitol Records, a pesar de que no era la intención de McCartney. En la edición británica «Helen Wheels» no figura en el álbum, salvo como tema extra en la reedición de 1993 bajo la serie The Paul McCartney Collection. Las primeras impresiones de la edición de Capitol no incluyeron «Helen Wheels» en la contraportada, por lo que aparece como «tema oculto».

## Recepción
Band on the Run, publicado en diciembre de 1973, recibió mayoritariamente reseñas positivas por parte de la crítica musical. Aunque la reacción comercial fue tibia, el álbum avanzó poco a poco en las listas de éxitos, respaldado por la publicación como sencillos de «Jet» y «Band on the Run» en la primavera de 1974.
El álbum alcanzó el primer puesto en la lista Billboard 200 en tres ocasiones y fue certificado por RIAA como triple disco de platino. En Reino Unido pasó siete semanas en lo alto de las listas, convirtiéndose en el disco mejor vendido de 1974. El éxito de Band on the Run fue también beneficioso al permitir a Wings tiempo para encontrar un nuevo guitarrista y batería e integrarlo en el grupo antes de grabar nuevos temas. A comienzos de 1975, McCartney ganó el Premio Grammy a la mejor interpretación vocal pop masculina por un dúo, grupo o coro por la canción «Band on the Run». 

## Portada
La portada de Band on the Run fue tomada por el fotógrafo Clive Arrowsmith el 28 de octubre de 1973 en un muro de Osterley Park, Brentfoord. La fotografía incluye a Paul McCartney, Linda McCartney y Denny Laine como componentes de Wings, así como a otras seis celebridades, vestidos todos como convictos y tomados por sorpresa por un foco de vigilancia de la prisión. Las celebridades son:
- Michael Parkinson: periodista
- Kenny Lynch: cantante, actor y humorista.
- James Coburn: actor.
- Clement Freud: gastrónomo, anecdotista, miembro del Parlamento y nieto de Sigmund Freud.
- Christopher Lee: actor británico, célebre por sus papeles de Drácula para la productora de películas Hammer Films Productions.
- John Conteh: boxeador de Liverpool que posteriormente llegaría a ser campeón del mundo de pesos pesados.

El propio McCartney parodió la portada de Band on the Run años más tarde en el video de «Spies Like Us», junto a Chevy Chase y Dan Aykroyd.

## Reediciones
En 1993, Band on the Run fue remasterizado y reeditado en formato CD como parte de la serie The Paul McCartney Collection, con «Helen Wheels» y su cara B «Country Dreamer» como temas extra. En 1999 se publicó una edición conmemorativa del 25 aniversario de Band on the Run, con el disco original y un disco adicional con versiones de las canciones en directo y nuevas grabaciones de McCartney.
El 2 de noviembre de 2010, Band on the Run fue reeditado por Hear Music como parte del catálogo The Paul McCartney Archive Collection en múltiples formatos: 
- Edición estándar con el disco originan el formato digipack.
- Edición especial con 2 CD y 1 DVD con el álbum original, un CD con 9 temas extra y un DVD con videos musicales, material de los McCartney en Lagos y el especial de televisión One Hand Clapping, grabado en los Abbey Road Studios en 1974.
- Edición deluxe con 3 CD y 1 DVD, que incluye el material de la edición anterior más el documental de audio publicado en la edición conmemorativa del 25 aniversario. Incluye también un libro de 120 páginas con fotografías de Linda McCartney y la historia de la grabación del álbum.
- Edición en vinilo en dos discos con el mismo material que la edición especial.

## Lista de canciones
Todas las canciones escritas y compuestas por Paul y Linda McCartney, excepto: «No Words» por Paul McCartney y Denny Laine. 
| Cara A |                   |          |  |
| N.º    | Título            | Duración |  |
| 1.     | «Band on the Run» | 5:14     |  |
| 2.     | «Jet»             | 4:10     |  |
| 3.     | «Bluebird»        | 3:26     |  |
| 4.     | «Mrs Vandebilt»   | 4:42     |  |
| 5.     | «Let Me Roll It»  | 4:50     |  |

| Cara B |                                                    |          |  |
| N.º    | Título                                             | Duración |  |
| 6.     | «Mamunia»                                          | 4:51     |  |
| 7.     | «No Words»                                         | 2:40     |  |
| 8.     | «Helen Wheels» (Solo en la edición estadounidense) | 3:50     |  |
| 9.     | «Picasso's Last Words (Drink to Me)»               | 5:46     |  |
| 10.    | «Nineteen Hundred and Eighty-Five»                 | 5:30     |  |

| Temas extra (reedición de The Paul McCartney Collection) |                   |          |  |
| N.º                                                      | Título            | Duración |  |
| 11.                                                      | «Country Dreamer» | 3:08     |  |

| Disco 2: Bonus tracks (ediciones especial y deluxe de 2010) |                                                                       |          |  |
| N.º                                                         | Título                                                                | Duración |  |
| 1.                                                          | «Helen Wheels»                                                        | 3:46     |  |
| 2.                                                          | «Country Dreamer» (Cara B del sencillo «Helen Wheels»)                | 3:08     |  |
| 3.                                                          | «Bluebird» (Del documental One Hand Clapping)                         | 3:27     |  |
| 4.                                                          | «Jet» (Del documental One Hand Clapping)                              | 3:56     |  |
| 5.                                                          | «Let Me Roll It» (Del documental One Hand Clapping)                   | 4:23     |  |
| 6.                                                          | «Band on the Run» (Del documental One Hand Clapping)                  | 5:13     |  |
| 7.                                                          | «Nineteen Hundred and Eighty Five» (Del documental One Hand Clapping) | 5:58     |  |
| 8.                                                          | «Country Dreamer» (Del documental One Hand Clapping)                  | 2:13     |  |
| 9.                                                          | «Zoo Gang» (Cara B del sencillo «Band on the Run» en el Reino Unido)  | 2:01     |  |

| Disco 3: Bonus material (reedición de 1998 y edición deluxe de 2010) | |          |  |
| N.º                                                                  | Título | Duración |  |
| 1.                                                                   | «Paul McCartney (Dialogue Intro)/ Band On The Run (Nicely Toasted Mix)» | 1:12     |  |
| 2.                                                                   | «Band on the Run (Original)/ Paul McCartney (Dialogue link 1)» | 2:17     |  |
| 3.                                                                   | «Band on the Run (Barn Rehearsal - 21 de julio de 1989)» | 4:59     |  |
| 4.                                                                   | «Paul McCartney (Dialogue link 2)/ Mamunia (Original)/ Denny Laine (Dialogue)/ Mamunia (Original)/ Linda McCartney (Dialogue)/ Paul McCartney (Dialogue link 3)»                       | 4:23     |  |
| 5.                                                                   | «Bluebird (Live version - Australia 1975)» | 0:55     |  |
| 6.                                                                   | «Bluebird (Original)/ Paul McCartney (Dialogue link 4)» | 0:23     |  |
| 7.                                                                   | «Paul McCartney (Dialogue link 5)/ No Words (Original)/ Geoff Emerick (Dialogue)» | 1:24     |  |
| 8.                                                                   | «No Words (Original)/ Paul McCartney (Dialogue link 6)/ Tony Visconti (Dialogue)/ Band On The Run (original)/ Tony Visconti (Dialogue)»                                                | 1:47     |  |
| 9.                                                                   | «Jet (Original from Picasso's Last Words)/ Paul McCartney (Dialogue Link 7)/ Jet (Original from Picasso's Last Words)/ Al Coury (Dialogue)»                                            | 2:55     |  |
| 10.                                                                  | «Jet (Berlin Soundcheck - 3 de septiembre de 1993)» | 3:52     |  |
| 11.                                                                  | «Paul McCartney (Dialogue link 8)/Clive Arrowsmith (Dialogue)» | 1:44     |  |
| 12.                                                                  | «1985 (Original)/ Paul McCartney (Dialogue link 9)/ James Coburn (Dialogue)/ Paul McCartney (Dialogue link 10)/ John Conteh (Dialogue)»                                                | 3:24     |  |
| 13.                                                                  | «Mrs. Vandebilt (original) / Paul McCartney (Dialogue link 11) / Kenny Lynch (Dialogue)»                                                                                               | 2:10     |  |
| 14.                                                                  | «Let Me Roll It (Cardington Rehearsal - 5 de febrero de 1993)/ Paul McCartney (Dialogue link 12)»                                                                                      | 3:52     |  |
| 15.                                                                  | «Paul McCartney (Dialogue link 13)/ Mrs. Vandebilt (Background)/ Michael Parkinson (Dialogue)/ Linda McCartney (Band On The Run Photo Shoot) (Dialogue)/ Michael Parkinson (Dialogue)» | 2:25     |  |
| 16.                                                                  | «Helen Wheels (Crazed)/ Paul McCartney (Dialogue link 14)/ Christopher Lee (Dialogue)»                                                                                                 | 5:32     |  |
| 17.                                                                  | «Band on the Run (Strum Bit)/ Paul McCartney (Dialogue link 15)/ Clement Freud (Dialogue)»                                                                                             | 1:01     |  |
| 18.                                                                  | «Picasso's Last Words (Original)/ Paul McCartney (Dialogue link 16)/ Dustin Hoffman (Dialogue)»                                                                                        | 4:22     |  |
| 19.                                                                  | «Picasso's Last Words (Drink To Me) (Acoustic version)» | 1:11     |  |
| 20.                                                                  | «Band on the Run (Nicely Toasted Mix)/ Paul McCartney (Dialogue Link 17)» | 0:42     |  |
| 21.                                                                  | «Band on the Run (Northern Comic Version)» | 0:37     |  |

## Personal
Wings
- Paul McCartney: guitarras, bajo, batería, piano, teclados, percusión y voz.
- Linda McCartney: órgano, teclados, percusión y coros.
- Denny Laine: guitarra rítmica y principal y coros.

Otros músicos
- Howie Casey: saxofón
- Ginger Baker: percusión
- Remi Kabaka: percusión
- Tony Visconti: orquestación
- Ian y Trevor: coros
- Geoff Emerick: ingeniero de grabación

## Posición en listas
| Año  | País              | Lista                     | Posición |
| ---- | ----------------- | ------------------------- | -------- |
| 1973 | Alemania          | Media Control Chart       | 15       |
| 1973 | Australia         | ARIA Albums Chart         | 1        |
| 1973 | Canadá            | RPM Albums Chart          | 1        |
| 1973 | España            | Spanish Albums Chart      | 1        |
| 1973 | Estados Unidos    | Billboard 200             | 1        |
| 1973 | Estados Unidos    | Cashbox Albums Chart      | 1        |
| 1973 | Estados Unidos    | Record World Albums Chart | 1        |
| 1973 | Italia            | Italian Albums Chart      | 18       |
| 1973 | Japón             | Oricon LP Chart           | 11       |
| 1973 | Noruega           | Norwegian Top 40 Albums   | 1        |
| 1973 | Nueva Zelanda     | New Zealand Music Charts  | 1        |
| 1973 | Países Bajos      | Mega Albums Top 100       | 5        |
| 1973 | Reino Unido       | UK Albums Chart           | 1        |
| 1973 | Suecia            | Swedish Albums Chart      | 5        |
| 2010 | Bélgica (Valonia) | Ultratop 200 Albums       | 96       |
| 2010 | Bélgica (Flandes) | Ultratop 200 Albums       | 89       |
| 2010 | España            | Spanish Albums Chart      | 47       |
| 2010 | Estados Unidos    | Billboard 200             | 29       |
| 2010 | Estados Unidos    | Top Pop Catalog Albums    | 1        |
| 2010 | Japón             | Oricon LP Chart           | 25       |
| 2010 | Países Bajos      | Mega Albums Top 100       | 34       |
| 2010 | Reino Unido       | UK Albums Chart           | 19       |

| Sencillo          | País           | Lista                     | Posición |
| ----------------- | -------------- | ------------------------- | -------- |
| «Helen Wheels»    | Australia      | ARIA Singles Chart        | 17       |
| «Helen Wheels»    | Canadá         | RPM Singles Chart         | 4        |
| «Helen Wheels»    | Estados Unidos | Billboard Hot 100         | 10       |
| «Helen Wheels»    | Reino Unido    | UK Singles Chart          | 12       |
| «Jet»             | Canadá         | RPM Singles Chart         | 5        |
| «Jet»             | Estados Unidos | Billboard Hot 100         | 7        |
| «Jet»             | Reino Unido    | UK Singles Chart          | 7        |
| «Band on the Run» | Canadá         | RPM Singles Chart         | 1        |
| «Band on the Run» | Estados Unidos | Billboard Hot 100         | 1        |
| «Band on the Run» | Estados Unidos | Adult Contemporary Tracks | 22       |
| «Band on the Run» | Reino Unido    | UK Singles Chart          | 3        |

## Certificaciones
| Fecha                   | País           | Organismo certificador | Certificación  | Ventas certificadas |
| ----------------------- | -------------- | ---------------------- | -------------- | ------------------- |
| 31 de diciembre de 1973 | Francia        | SNEP                   | Oro            | 100 000             |
| 1 de mayo de 1975       | Reino Unido    | BPI                    | Platino        | 300 000             |
| 27 de noviembre de 1991 | Estados Unidos | RIAA                   | Triple platino | 3 000 000           |